# Xylocopa przewalskyi
Xylocopa przewalskyi là một loài Hymenoptera trong họ Apidae. Loài này được Morawitz mô tả khoa học năm 1886.